# Salome Goldman
Salome Goldman (auch Salka Goldmann; geb. am 30. Mai 1870 in Płock, Weichselland, Russisches Kaiserreich; gest. nach Juni 1942 im Ghetto Theresienstadt) war eine österreichische Pädagogin und Schulgründerin.

## Leben und Werk
Salome Goldman studierte Pädagogik in Danzig und Geschichte an der Universität Leipzig bei Karl Lamprecht. Sie erhielt die Erlaubnis für das Lehramt an Höheren Schulen in Preußen und wurde 1900 an der Universität Zürich mit der Dissertation „Danziger Verfassungskämpfe unter polnischer Herrschaft“ zur Dr. phil. promoviert. Als Mitglied des (Ersten) Wiener Frauenklubs lernte sie Yella Hertzka kennen.
Goldman gründete 1903 im Wiener Cottageviertel eine Lyceale Privatschule. Sie unterrichtete zunächst in einer Privatwohnung in der Kreindlgasse 3, ehe Hertzka der Schule 1905 ein neu erbautes Haus in der Gymnasiumstraße 79 zur Verfügung stellte. Für das „Cottage-Lyzeum“ erlangte Goldman 1905 das Öffentlichkeitsrecht, damit musste sie die Leitung an einen Mann abgeben. Zu ihren Schülerinnen gehörten Hilde Koplenig, Sophie und Anna Freud, die von 1917 bis 1920 selbst an der Schule unterrichtete. Diese hatte im Jahr 1910 etwa 200 Schülerinnen. Realgymnasiale Aufbauklassen konnte Goldmann erstmals im Schuljahr 1913/1914 einrichten. Im Jahr 1921 war sie gezwungen, ihre Schule wegen finanzieller Schwierigkeiten aufzugeben. Der Verein zur Erhaltung der Döblinger Mädchenmittelschule, den Eltern und Lehrer gründeten, konnte den Erhalt der Schule sichern. Bei ihrer Verstaatlichung 1938 war diese, das heutige Billrothgymnasium, die drittgrößte Mädchenschule Österreichs.
Goldman unterrichtete Geschichte, Geographie, Philosophie und Deutsch. Sie gab pädagogische und kulturgeschichtliche Kurse und hielt Vorträge. Neben pädagogischen Aufsätzen verfasste sie eine Schrift über den Wiener Kahlenberg.
Salome Goldman starb 1942 im Ghetto Theresienstadt.

## Schriften
Als Salka Goldmann:
- Danziger Verfassungskämpfe unter polnischer Herrschaft. (Leipziger Studien aus dem Gebiet der Geschichte.) Teubner, Leipzig 1900.
- Vom Kahlenberg. Selbstverlag, Wien 1932.